# Deborah Lipstadt
Deborah Esther Lipstadt (n. 18 martie 1947, New York City, New York, SUA) este o istorică americană, cunoscută mai ales ca autoare a cărților Denying the Holocaust (1993), History on Trial: My Day in Court with a Holocaust Denier (2005) și The Eichmann Trial (2011). Ea este în prezent profesor de istorie evreiască modernă și studiul Holocaustului la Universitatea Emory din Georgia, Statele Unite ale Americii.
Lipstadt a fost un consultant al Muzeului Memorial al Holocaustului din Statele Unite ale Americii. În 1994 a fost numită de președintele Bill Clinton în Consiliul de Administrație al Muzeului Memorial al Holocaustului, îndeplinind această funcție în două mandate.

## Primii ani
Lipstadt s-a născut în New York, ca fiică a lui Miriam (născută Peiman; 1915-2013) și Erwin Lipstadt (1903-1972). Mama ei s-a născut în Canada și tatăl ei, un agent de vânzări, s-a născut în Germania. Părinții ei s-au întâlnit la sinagoga din cartier. Ea are o soră mai mare, Helen, un istoric, și un frate mai mic, Nathaniel, un investitor pe Wall Street. A studiat la Institutul Ebraic din Long Island și a crescut în Far Rockaway, Queens. A studiat cu rabinul Emanuel Rackman la Templul Reformist Shaaray Tefila. Lipstadt și-a petrecut verile în Tabăra Massad, apoi a efectuat primul an de facultate în Israel în timpul Războiului de Șase Zile, unde se afla ca student de schimb la Universitatea Ebraică din Ierusalim. Și-a încheiat studiile universitare în istoria americană, la City College din New York în 1969. Ea s-a înscris apoi la Universitatea Brandeis, unde a absolvit studii de masterat și apoi de doctorat în istoria evreilor în 1976. După absolvirea studiilor universitare, a început să predea, mai întâi la University of Washington din Seattle.

## Procesul de calomnie intentat de David Irving
Pe 5 septembrie 1996 negaționistul Holocaustului David Irving a dat-o în judecată pe Lipstadt și editura Penguin Books pentru calomnie într-un tribunal englez, susținând că unele dintre scrierile și declarațiile publice ale sale au fost caracterizate ca negând Holocaustul în cartea ei Denying the Holocaust.
Echipa de avocați a lui Lipstadt a fost condusă de Anthony Julius de la societatea britanică Mishcon de Reya în timp ce echipa editurii Penguin a fost condusă de Kevin Bays și Mark Bateman de la Davenport Lyons. Ambii inculpați au fost reprezentați în instanță de avocatul Richard Rampton, în timp ce editura Penguin a contractat-o, de asemenea, pe Heather Rogers ca avocat secundar. Apărarea i-a chemat ca martori pe istoricii Richard J. Evans, Christopher Browning, Robert Jan van Pelt și Peter Longerich.
Deși legea calomniei din dreptul britanic dispune ca apărarea să-și dovedească nevinovăția și nu reclamantul să dovedească că a fost calomniat, Lipstadt și Penguin au câștigat cazul, folosind apărarea justificată și demonstrând în instanță că acuzațiile lui Lipstadt împotriva lui Irving au fost substanțial adevărate și, prin urmare, necalomnioase. Cazul a fost susținut în fața judecătorului Justice Gray, care a elaborat o hotărâre scrisă de 334 de pagini care a detaliat denaturarea sistematică de către Irving a evidențelor istorice ale celui  de-al Doilea Război Mondial. The Times (14 aprilie 2000, p. 23) a spus cu privire la victoria lui Lipstadt: „Istoria a avut ziua ei în instanță și a obținut o victorie zdrobitoare”.

## Libera exprimare
În ciuda conflictului aprins cu Irving, Lipstadt a declarat că ea se opune personal condamnării lui Irving în Austria la 3 ani de închisoare pentru două discursuri ținute în 1989, în care a susținut că nu au existat camere de gazare la Auschwitz. În Austria, minimalizarea atrocităților celui de-al Treilea Reich este o infracțiune pedepsită cu până la 10 ani de închisoare. Vorbind de Irving, Lipstadt a spus: „nu sunt de acord cu încarcerarea oamenilor pentru un discurs. Lăsați-l să plece și să dispară de pe ecranele radar din întreaga lume... În general, nu cred că negarea Holocaustului ar trebui să fie o infracțiune. Eu sunt o persoană care susține libera exprimare, eu sunt împotriva cenzurii.”

## Holocaustul, negare și abuz
În februarie 2007 Lipstadt a folosit neologismul „negare soft-core” la cina anuală pentru strângere de fonduri a Federației Sioniste de la Londra. Referindu-se la grupuri, cum ar fi Consiliul Musulman din Marea Britanie, ea a declarat, potrivit surselor: „Atunci când grupuri de oameni refuză să comemoreze Ziua Holocaustului, cu excepția cazului în care se acordă o zi identică împotriva prejudecăților antimusulmane, aceasta este o negare soft-core”. Potrivit lui Jonny Paul, „ea a primit multe aplauze atunci când a întrebat cum fostul președinte al Statelor Unite Jimmy Carter a putut omite anii 1939-1947 dintr-o cronologie din cartea sa”; referindu-se la cartea controversată recent publicată Palestine: Peace Not Apartheid, ea a spus: „Atunci când un fost președinte al Statelor Unite scrie o carte despre criza israeliano-palestiniană și scrie o cronologie la începutul cărții, în scopul de a-i ajuta pe cititori să înțeleagă apariția situației și în acea cronologie nu apare nimic important între 1939 și 1947, aceasta este o negare soft-core”.
Lipstadt a revenit la tema minimalizării importanței Holocaustului în The Atlantic, atunci când a răspuns la declarația administrației Trump cu privire la Ziua Internațională de Comemorare a Victimelor Holocaustului, în 27 ianuarie 2017, care a fost criticată pentru lipsa unei mențiuni specifice a evreilor ca principale victime ale Holocaustului sau a antisemitismului în sine. „Holocaustul a fost deiudaizat. Este posibil că totul să fi început cu o greșeală. Cineva nu și-a dat seama pur și simplu ce făcea. De asemenea, este posibil că cineva să fi făcut acest lucru în mod deliberat”.

## Reprezentarea în mass-media
Actrița Rachel Weisz a portretizat- pe Lipstadt în Denial (2016), un film inspirat din cartea History on Trial: My Day in Court with David Irving (2005) și regizat de Mick Jackson.

## Premii
În 1997 Lipstadt a obținut premiul Emory Williams pentru excelență în predare.